# Thioridazine
La thioridazine (Mellaril ou Melleril, en fonction des pays de commercialisation) est un antipsychotique de première génération.
Selon une étude publiée en 2012,, cette molécule pourrait être utile contre certains cancers en ciblant les cellules souches cancéreuses.